# Morqos Thomas Esam William Bolos Faragalla
Morqos Thomas Esam William Bolos Faragalla (* 15. April 1967 in Al-Qusiyya, Gouvernement Asyut) ist ein ägyptischer koptisch-katholischer Geistlicher und Bischof von Al Qusia.

## Leben
Morqos Thomas Esam William Bolos Faragalla studierte Philosophie und Katholische Theologie am Priesterseminar Leo XIII. in Maadi. Am 4. Januar 1995 empfing er das Sakrament der Priesterweihe für die Eparchie Assiut.
Faragalla war zunächst als Pfarrer der Pfarreien Selige Jungfrau Maria in Kom Esfahat und St. Georg in Dranka tätig, bevor er Pfarrer der Pfarrei Selige Jungfrau Maria in Hamra wurde. Später wirkte er ein Jahr als Seelsorger für die koptisch-katholischen Gläubigen in Paris. Danach wurde Faragalla Pfarrer der Kathedrale Mutter der göttlichen Liebe in Asyut und Protosynkellos der Eparchie Assiut.
Die Synode der Bischöfe der koptisch-katholischen Kirche wählte ihn zum ersten Bischof der am 23. September 2022 errichteten Eparchie Al Qusia. Diese Wahl bestätigte Papst Franziskus am 31. März 2023. Der koptisch-katholische Patriarch von Alexandria, Ibrahim Isaac Sidrak, spendete ihm am 25. Mai desselben Jahres in der Herz-Jesu-Kathedrale in Al-Qusiyya die Bischofsweihe; Mitkonsekratoren waren der Bischof von Abu Qurqas, Bechara Giuda OFM, der Bischof von Luxor, Emmanuel Bishay, der Bischof von Minya, Basilios Fawzy Al-Dabe, der Bischof von Sohag, Thomas Halim Habib, der Bischof von Ismayliah, Pola Ayoub Matta Usama Shafik Akhnoukh, und der Kurienbischof im koptisch-katholischen Patriarchat von Alexandria, Hani Bakhoum Kiroulos, sowie der maronitische Bischof von Kairo, Georges Chihane, und der Apostolische Nuntius in Ägypten, Erzbischof Nicolas Thévenin.